# Indische Cricket-Nationalmannschaft in Südafrika in der Saison 2001/02
Die Tour der indischen Cricket-Nationalmannschaft nach Südafrika in der Saison 2001/02 fand vom 1. Oktober bis zum 27. November 2001 statt. Die internationale Cricket-Tour war Teil der internationalen Cricket-Saison 2001/02 und umfasste zwei Test Matches. Südafrika gewann die Testserie 1-0.

## Vorgeschichte
Beide Mannschaften bestritten zuvor mit Kenia ein Drei-Nationen-Turnier in Südafrika. Das letzte Aufeinandertreffen der beiden Mannschaften bei einer Tour fand in der Saison 1999/2000 in Indien statt.

## Stadien
Für die Tour wurden folgende Stadien als Austragungsorte vorgesehen und am 5. Juni 2001 bekanntgegeben.
| Stadion                 | Stadt          | Kapazität | Spiele  |
| ----------------------- | -------------- | --------- | ------- |
| Chevrolet Park          | Bloemfontein   | 20.000    | 1. Test |
| Sahara Oval St George's | Port Elizabeth | 19.000    | 2. Test |

## Kader
Indien benannte seinen Kader am 7. September 2001.
Südafrika benannte seinen Kader am 27. Oktober 2001.
| Test | Test |
| Südafrika | Indien |
| --- | --- |
| - Shaun Pollock (K) - Nicky Boje - Mark Boucher (wk) - Boeta Dippenaar - Herschelle Gibbs - Nantie Hayward - Jacques Kallis - Gary Kirsten - Lance Klusener - Neil McKenzie - Makhaya Ntini | - Sourav Ganguly (K) - Ajit Agarkar - Shiv Sunder Das - Deep Dasgupta (wk) - Rahul Dravid - Zaheer Khan - Anil Kumble - VVS Laxman - Ashish Nehra - Virender Sehwag - Harbhajan Singh - Javagal Srinath - Sachin Tendulkar |

## Tour Matches
| 1. Oktober Scorecard | Randjesfontein | Nicky Oppenheimer XI 244-3d (52) | – | Indians XI 245-5 (48.1) |
|                      |                | Indians gewinnt mit 5 Wickets    |   |                         |

Bei diesem Spiel gab es nur ein Innings pro Mannschaft.
| 3. Oktober Scorecard | Benoni | Südafrika A 241-6 (50)        | – | Indians 245-7 (49.1) |
|                      |        | Indians gewinnt mit 3 Wickets |   |                      |

| 29. – 31. Oktober Scorecard | Chatsworth | South African Board President’s XI | – | Indians |
|                             |            | Spiel abgesagt                     |   |         |

| 10. – 13. November Scorecard | East London | Südafrika A    | – | Indians |
|                              |             | Spiel abgesagt |   |         |

| 23. – 27. November Scorecard | Centurion | Indien 232 (97.4) & 261 (84.1)                  | – | Südafrika 566-8d (157.1) |
|                              |           | Südafrika gewinnt mit einem Innings und 73 Runs |   |                          |

Nach den Vorfällen im zweiten Test war dieses Spiel ein sogenannter „Unofficial Test“, der kein Teil der eigentlichen Testserie war.

## Test Matches

### Erster Test in Bloemfontein
| 3. – 6. November Scorecard | Bloemfontein | Indien 379 (95.1) & 237 (69.4)  | – | Südafrika 563 (143) & 54-1 (14.4) |
|                            |              | Südafrika gewinnt mit 9 Wickets |   |                                   |

### Zweiter Test in Port Elizabeth
| 16. – 20. November Scorecard | Port Elizabeth | Südafrika 362 (121) & 233-5d (78) | – | Indien 201 (62) & 206-3 (96.2) |
|                              |                | Remis                             |   |                                |

Am vierten Tag wurde der indische Batsman Sachin Tendulkar vom Match Referee Mike Denness auf Grund von Ball-Manipulationen verhört. In dessen Folge wurde Tendulkar mit einer Spielsperre von einem Test belegt. Auch belegte Dennes fünf weitere Spieler mit Spiel- und Geldstrafen. Während Virender Sehwag für einen Test auf Grund von zu exzessivem Appellierens gesperrt wurde, erhielten Harbhajan Singh, Shiv Sunder Das und Deep Dasgupta eine Spielstrafe auf Bewährung sowie Geldstrafen. Zusätzlich wurde der Kapitän Sourav Ganguly mit drei Spielen Sperre auf Bewährung bestraft, weil er sein Team nicht unter Kontrolle hatte. Bei einer Pressekonferenz am Tag darauf, bei der Medien erfahren wollten, warum die Sperren denn ausgesprochen wurden, zog sich Dennes darauf zurück, dass er nach Regeln des Weltverbandes nicht mit den Medien reden dürfe. Auch wurde bei der Pressekonferenz bekannt, dass der indische Verbandspräsident Jagmohan Dalmiya die Tour für beendet erklären würde, wenn Dennes nicht vom geplanten letzten Spiel der Tour abgezogen würde. Die genauen Strafen wurden erst nach der Pressekonferenz durch Pressemitteilung bekanntgegeben. Der südafrikanische Verband unterstützte den indischen bei der Forderung Dennes abzuziehen und die indischen Medien verurteilten die Strafen als Rassismus, worauf es zu Protesten kam. Der Weltverband ICC stellte sich hinter den Referee und weigerte sich diesen vom letzten Test abzuziehen. Daraufhin erklärten die beiden nationalen Verbände, dass sie den Test ohne den Referee als inoffiziellen Test durchführen werden, indem sie Dennes den Zugang zum Stadion verweigerten. Der Vorfall führte dazu, dass der Weltverband eine Kommission für Match Referees einführte, die zuvor schon von einer Kommission ausgearbeitet worden war und so das Schiedsrichterwesen im internationalen Cricket professionalisierte. Mike Dennes war daraufhin nur noch bei einer Tour als Match Referee tätig und der indische Verband zog sein Begehren auf Überprüfung seiner Leistungen zurück, als Dennes sich einer Herzoperation unterziehen musste.

## Statistiken
Die folgenden Cricketstatistiken wurden bei dieser Tour erzielt.
| Tests            | Tests      | Tests   | Tests   | Tests   | Tests   | Tests   | Tests   | Tests   |
| Batting          | Batting    | Batting | Batting | Batting | Batting | Batting | Batting | Batting |
| Spieler          | Mannschaft | Spiele  | Innings | Runs    | Average | HS      | 100s    | 50s     |
| ---------------- | ---------- | ------- | ------- | ------- | ------- | ------- | ------- | ------- |
| Herschelle Gibbs | Südafrika  | 2       | 4       | 316     | 79,00   | 196     | 2       | 0       |
| Jacques Kallis   | Südafrika  | 2       | 4       | 202     | 101,00  | 89*     | 0       | 2       |
| Sachin Tendulkar | Indien     | 2       | 4       | 193     | 64,33   | 155     | 1       | 0       |
| VVS Laxman       | Indien     | 2       | 3       | 150     | 50,00   | 89      | 0       | 1       |
| Virender Sehwag  | Indien     | 2       | 3       | 149     | 49,66   | 105     | 1       | 0       |
| Bowling          |            |         |         |         |         |         |         |         |
| Spieler          | Mannschaft | Spiele  | Overs   | Wickets | Average | BBI     | 5W      | 10W     |
| Shaun Pollock    | Südafrika  | 2       | 90.4    | 16      | 14,12   | 6/56    | 2       | 1       |
| Javagal Srinath  | Indien     | 2       | 85      | 13      | 19,76   | 6/76    | 2       | 0       |
| Nantie Hayward   | Südafrika  | 2       | 85.3    | 8       | 30,87   | 3/70    | 0       | 0       |
| Jacques Kallis   | Südafrika  | 2       | 58.2    | 5       | 41,60   | 2/50    | 0       | 0       |
| Anil Kumble      | Indien     | 2       | 92      | 5       | 48,80   | 3/132   | 0       | 0       |

## Player of the Series
Als Player of the Series wurden die folgenden Spieler ausgezeichnet.
| Serie | Player of the Series |
| ----- | -------------------- |
| Test  | Herschelle Gibbs     |

### Player of the Match
Als Player of the Match wurden die folgenden Spieler ausgezeichnet.
| Spiel   | Player of the Match |
| ------- | ------------------- |
| 1. Test | Shaun Pollock       |
| 2. Test | Herschelle Gibbs    |